# Georgius Crugerius
Georgius Crugerius, česky  Jiří Kruger, (6. listopadu 1608 Praha – 9. března 1671 Litoměřice) byl český barokní historik Balbínova okruhu, pedagog a jezuita.

## Život
Roku 1625 vstoupil v Brně do jezuitského řádu. Vystudoval filozofii a teologii v Olomouci a ve Vratislavi. Působil postupně na různých jezuitských kolejích, stěhování bylo v řádu zvykem. Roku 1645 se objevil v Litoměřicích, v letech 1659–1662 byl rektorem koleje v Uherském Hradišti, dále působil v Jičíně, koncem roku 1665 byl přeložen do Hradce Králové. Nejméně od 40. let se přátelil s Bohuslavem Balbínem a Tomášem Pešinou z Čechorodu, kteří vysoce hodnotili Crugeriovu erudici.

## Dílo
Jeho dějepisná a hagiografická tvorba je dosud málo prozkoumána. Zásadní encyklopedický význam má dvanáctisvazkové historické dílo Sacri pulveres ("Svatý prach" ve smyslu posvátné události a relikvie světců). Jde o kompendium uspořádané kalendářně podle 12 měsíců a svátků svatých, popisuje historické a církevně historické události v zemích České koruny. Balbín vyčítal dílu jeho kalendářovitost (v dopise z 11. ledna 1659 adresovaném Janu Tannerovi), a patetický sloh. Vyznačuje se barokním katolickým patriotismem a nenávistí k husitství a reformaci. V poslední době se stále více oceňuje Crugeriova práce s mnohdy unikátními prameny, a kritický postoj k Hájkově kronice.
Z hagiografických bádání je nejcennější Crugeriova kniha o svatém Vojtěchovi. Crugerius spolupracoval s Balbínem také na jeho autorské knize Diva Montis Sancti" a vypracoval heslo o svaté Anežce do encyklopedie světců Acta sanctorum, vydávané jezuity v Antverpách.